# Liste des salles de cinéma à Bruxelles
Cette liste énumère les salles de cinéma à Bruxelles, classées par type de programmation.

## Cinémas de divertissement
Cinémas projetant, sauf exceptions, des fictions industrielles de masse.
- Kinepolis
- UGC De Brouckère
- UGC Toison d'Or
- Le Stockel (particularité : ce cinéma n'a qu'une seule salle.)
- White Cinema (filiale de Belga Films)

## Cinémas «hors-norme»

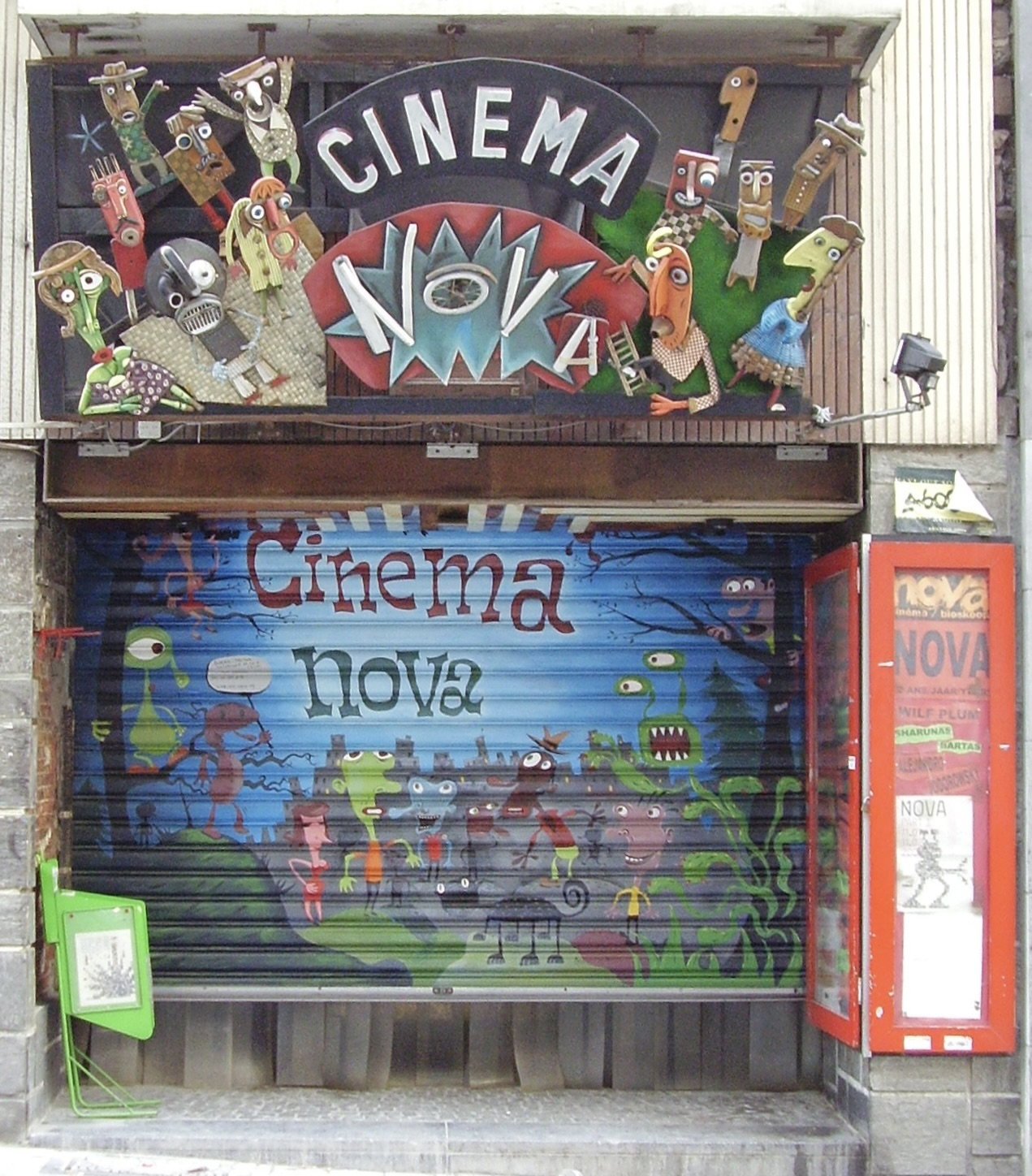
L'entrée du cinéma Nova

Cinémas diffusant des documentaires, des essais cinématographiques, du cinéma expérimental ou underground, des films inhabituels dans le fond ou la forme. 
- Cinéma Nova (ce cinéma n'a qu'une seule salle)
- Flagey
- Palais des Beaux-Arts

## Cinémas du réseauEuropa Cinemas
Cinémas projetant majoritairement des films européens non nationaux et indépendants, en diversifiant les pays d'origine des films programmés.  Ces cinémas sont l'équivalent belge des cinémas d'art et d'essai en France.
- Palace
- Vendôme
- Galeries
- Aventure

## Classiques
- Le musée du Cinéma
- Flagey

## Cinéma porno
- Le Paris (projection de productions Marc Dorcel en numérique)

## Cinémas disparus
- L'ABC (1971-2013) projection de classiques du porno en pellicule, boulevard Adolphe Max 147 (tentative de sauvegarde par La Fondation Ciné Act)
- Cinéma Ambassador, rue Auguste Orts 7
- Le Caméo (1926-1991), rue Fossé aux Loups 10-12
- Le Coliseum (1919-1948), rue des Fripiers 17
- Le Crosly Nord, rue Neuve
- Le Crosly Léopold III, rue Neuve
- Cinéma Arenberg (anciennement le Stuart, cinéma d'art et d'essai)
- Le Piccadilly (1957-1981), rue Fossé aux loups 28
- Actor's Studio
- Les cinémas de Saint-Josse-ten-Noode :
  - Le Century
  - Le Marignan
  - Le Mirano
- Le Marivaux
- Le Métropole
- Le Palace
- Le Victory, rue Neuve
- Le Central, avenue Charles Thielemans (Woluwé-Saint-Pierre)
- Le Movy Club (Forest) successeur de l'ancien Movy d'avant guerre qui était le jumeau d'un autre Movy (Molenbeek)
- Le Bijou, (la bonbonnière de Forest), très petite salle située avenue Wielemans-Ceuppens, au coin de la rue des Alliés, (Forest)
- Elysée, chaussée de Waterloo (devenu Centre culturel Jacques Franck) (Saint-Gilles)
- Le Dixy, chaussée de Waterloo (Saint-Gilles)
- Le Bristol, (Saint-Gilles)
- Le Styx

## Autres lieux
- Centre culturel Jacques Franck
- Espace Senghor / CC Etterbeek
- La Vénerie
- Le Molière - Uccle actuellement Projection room

## Filmographie
- The end (1982) de Richard Olivier. Court métrage de douze minutes. Évocation de l'époque révolue des cinémas de quartier, en partie consacré à l'un des derniers exploitants en activité, Pierre Gueulette, homme à tout faire du Movy Club à Forest, suivi par un entretien avec Jacques Ledoux au musée du Cinéma.